# 琉球祭

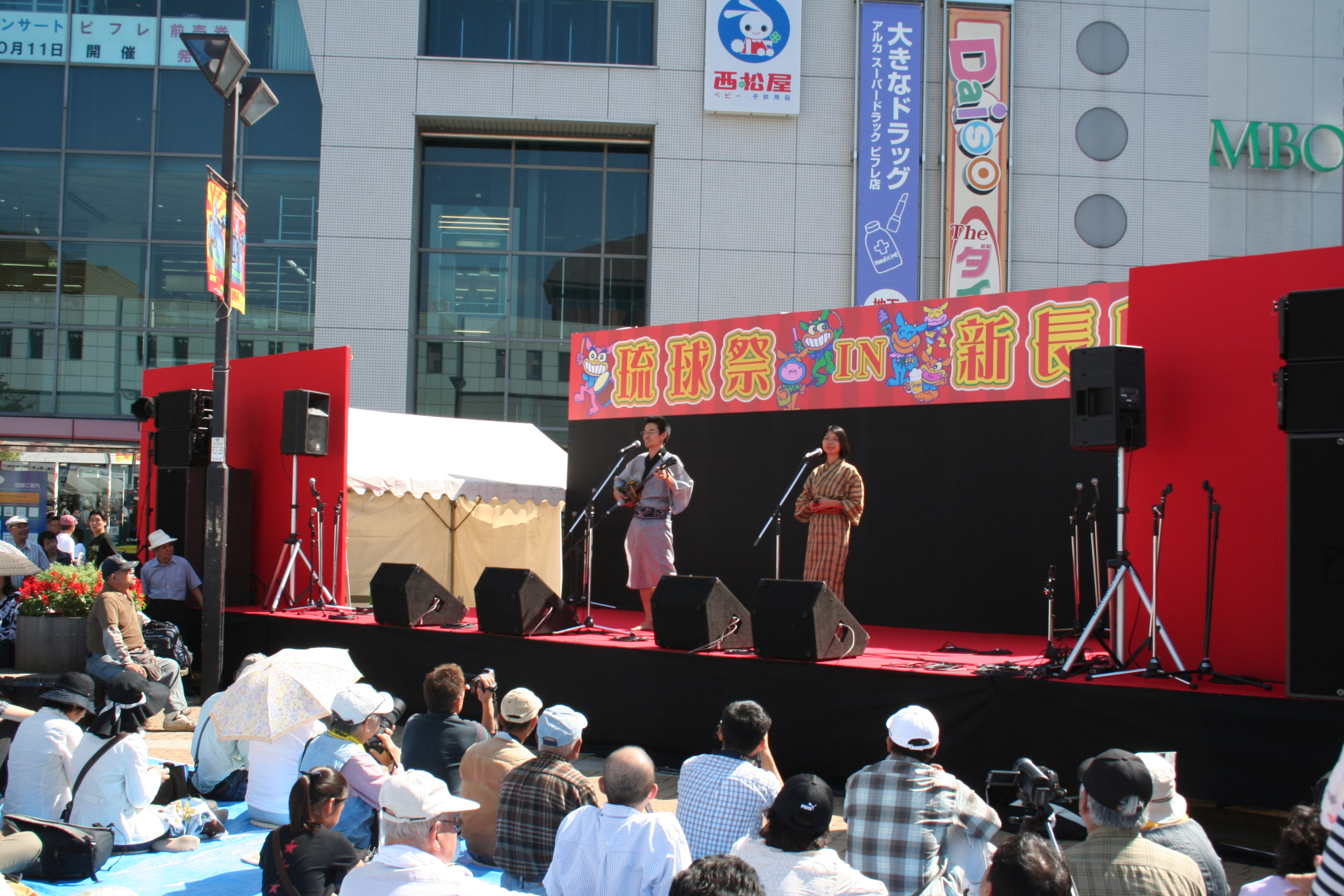

琉球祭（りゅうきゅうまつり）とは兵庫県神戸市長田区において定期的に行われているイベント。

## 概要
鉄人28号のモニュメントが存在する若松公園の鉄人広場をメイン会場として、毎年秋に実施されている。沖縄料理を提供する店舗の出店に、若松公園に設置された舞台で沖縄の音楽を演奏するライブが実施されている。若松公園のみでなく、付近の商店街を演舞しながら練り歩くという道ジュネーも行われている。神戸市長田区には沖縄にゆかりのある人物が多い。阪神・淡路大震災で被災した長田区を元気付けることを目的として琉球祭が行われることとなり、2019年には第17回目が行われた。
若松公園に鉄人28号のモニュメントが設置されるまでは、新長田駅前で行われていた。モニュメントが完成したことで若松公園が新たな観光・集客拠点が誕生したとされた。これは単なるモニュメントの域を超えて様々なイベントの集客力に貢献していると見られる。モニュメントの効果で地域で行われている琉球祭などのイベントでの賑わいが創出された。2012年の琉球祭には約15,000人が来場した。
2016年の琉球祭は10月16日に行われ、その翌日より鉄人28号のモニュメントの塗り替え作業が行われたため、前の塗装のモニュメントはその年の琉球祭の日が見納めであった。